# Kim Young-dae
Đây là một tên người Triều Tiên, họ là Kim.
Kim Young-dae (tiếng Hàn: 김영대; sinh ngày 2 tháng 3 năm 1996) là nam diễn viên người Hàn Quốc. Anh được biết đến với bộ phim truyền hình học đường của đài MBC là Vô tình tìm thấy Haru (2019). Gần đây, anh xuất hiện trong phim truyền hình SBS Cuộc chiến thượng lưu (2020) và phim truyền hình KBS2 Lừa em, cưng tiêu rồi! (2020). Năm 2022, Young-dae đảm nhận vai chính đầu tiên trong bộ phim truyền hình Sao băng của đài tvN.

## Danh sách phim

### Phim truyền hình
| Năm     | Nhan đề                | Kênh | Vai diễn                          | Ghi chú            | Ng.    |
| ------- | ---------------------- | ---- | --------------------------------- | ------------------ | ------ |
| 2019    | Item                   | MBC  | Kim Sung-kyu / Kang Gon (khi trẻ) |                    | [ 2 ]  |
| 2019    | Nhà trọ Waikiki 2      | JTBC | Triển vọng bóng chày              | Cameo (tập 2)      |        |
| 2019    | Vô tình tìm thấy Haru  | MBC  | Oh Nam-joo                        | Vai phụ            | [ 3 ]  |
| 2020    | Trời đẹp em sẽ đến     | JTBC | Oh Young-woo                      | Vai phụ            | [ 4 ]  |
| 2020–21 | Cuộc chiến thượng lưu  | SBS  | Joo Seok Hoon                     | Vai phụ (phần 1–3) | [ 5 ]  |
| 2020–21 | Lừa em, cưng tiêu rồi! | KBS2 | Cha Soo-ho                        | Vai chính          | [ 6 ]  |
| 2021    | Vẻ đẹp đích thực       | tvN  | Oh Nam-joo                        | Cameo (tập 15)     | [ 7 ]  |
| 2021    | Mặt trái của sự thật   | JTBC | Kim Tae-yeol                      | Cameo (tập 2)      | [ 8 ]  |
| 2022    | Sao băng               | tvN  | Gong Tae-seong                    | Vai chính          | [ 9 ]  |
| 2022    | The Forbidden Marriage | MBC  | Lee Heon                          | Vai chính          | [ 10 ] |

## Giải thưởng và đề cử
| Năm  | Lễ trao giải                                                           | Hạng mục                                      | (Những) Người / Tác phẩm được đề cử | Kết quả   | Ng.           |
| ---- | ---------------------------------------------------------------------- | --------------------------------------------- | ----------------------------------- | --------- | ------------- |
| 2019 | Giải thưởng phim truyền hình MBC (MBC Drama Awards)                    | Nam diễn viên mới xuất sắc nhất               | Vô tình tìm thấy Haru               | Đề cử     |               |
| 2020 | Giải thưởng phim truyền hình KBS (KBS Drama Awards)                    | Nam diễn viên mới xuất sắc nhất               | Lừa em, cưng tiêu rồi!              | Đề cử     | [ 11 ]        |
| 2020 | Giải thưởng phim truyền hình KBS (KBS Drama Awards)                    | Giải thưởng Netizen, Nam diễn viên            | Lừa em, cưng tiêu rồi!              | Đoạt giải | [ 11 ]        |
| 2020 | Giải thưởng phim truyền hình SBS lần thứ 28 (28th SBS Drama Awards)    | Nam diễn viên mới xuất sắc nhất               | Cuộc chiến thượng lưu               | Đề cử     | [ 12 ]        |
| 2021 | Giải thưởng nghệ thuật Baeksang lần thứ 57 (57th Baeksang Arts Awards) | Nam diễn viên mới xuất sắc nhất – Truyền hình | Cuộc chiến thượng lưu               | Đề cử     | [ 13 ] [ 14 ] |
| 2021 | Giải thưởng Thương hiệu của năm                                        | Nam diễn viên mới xuất sắc nhất               | Kim Young-dae                       | Đoạt giải | [ 15 ]        |
| 2021 | Giải thưởng phim truyền hình SBS lần thứ 29 (29th SBS Drama Awards)    | Nam diễn viên mới xuất sắc nhất               | Cuộc chiến thượng lưu 2 và 3        | Đoạt giải | [ 16 ]        |